# Ángeles Montolio
Ángeles Montolio (Barcelona, 6 augustus 1975) is een voormalig tennisspeelster uit Spanje. Zij begon met tennis toen zij twaalf jaar oud was. Haar favoriete ondergrond is gravel. Zij was actief in het proftennis van 1990 tot en met 2003.

## Loopbaan

### Enkelspel
Montolio debuteerde in 1990 op het ITF-toernooi van Lleida (Spanje). Zij stond in 1993 voor het eerst in een finale, op het ITF-toernooi van Lleida – zij verloor van landgenote Rosa Maria Llaneras. Later dat jaar veroverde Montolio haar eerste titel, op het ITF-toernooi van haar geboorteplaats Barcelona, door landgenote Mariam Ramón Climent te verslaan. In totaal won zij twaalf ITF-titels, de laatste in 2000 in Marseille (Frankrijk).
In 1994 kwalificeerde Montolio zich voor het eerst voor een WTA-hoofdtoernooi, op het toernooi van Houston. Zij bereikte er de kwartfinale, door onder meer te winnen van Lindsay Davenport (toenmalig nummer elf op de wereldranglijst). Zij stond in 1999 voor het eerst in een WTA-finale, op het toernooi van Palermo – zij verloor van de Russin Anastasija Myskina. In 2001 veroverde Montolio haar eerste WTA-titel, op het toernooi van Estoril, door de Russin Jelena Bovina te verslaan. In totaal won zij drie WTA-titels, de laatste in 2002 in Porto.
Haar beste resultaat op de grandslamtoernooien is het bereiken van de derde ronde. Haar hoogste positie op de WTA-ranglijst is de 22e plaats, die zij bereikte in februari 2002.

### Dubbelspel
Montolio was weinig actief in het dubbelspel. Zij debuteerde in 1990 op het ITF-toernooi van Lleida (Spanje) samen met landgenote Maite Vila. Zij stond in 1993 voor het eerst in een finale, op het ITF-toernooi van Balaguer (Spanje), samen met landgenote Yolanda Clemot – zij verloren van Melissa Beadman en Vanessa Menga. In 1999 veroverde Montolio haar enige dubbelspeltitel, op het ITF-toernooi van Mallorca (Spanje), samen met de Argentijnse María Fernanda Landa, door Emmanuelle Curutchet en Kelly Liggan te verslaan.
In 1995 stond Montolio voor het eerst in een WTA-toernooi, op het toernooi van Hilton Head, samen met landgenote Virginia Ruano Pascual. Zij verloren hun openingspartij. Montolio bereikte nooit een WTA-dubbelspelfinale.
Haar enige optreden op de grandslamtoernooien resulteerde in het bereiken van de tweede ronde. Haar hoogste positie op de WTA-ranglijst is de 114e plaats, die zij bereikte in april 1997.

### Tennis in teamverband
In 1994 en 2002 maakte Montolio deel uit van het Spaanse Fed Cup-team – zij behaalde daar een winst/verlies-balans van 2–1.

## Posities op deWTA-ranglijst
Positie per einde seizoen:
| jaar | rang enkelspel | rang dubbelspel |
| ---- | -------------- | --------------- |
| 1991 | 675            | 753             |
| 1992 | 394            | 572             |
| 1993 | 302            | 353             |
| 1994 | 105            | 380             |
| 1995 | 174            | 290             |
| 1996 | 110            | 142             |
| 1997 | 261            | 271             |
| 1998 | 277            | –               |
| 1999 | 60             | 527             |
| 2000 | 60             | –               |
| 2001 | 23             | –               |
| 2002 | 133            | –               |

## Palmares
| Legenda                 |
| ----------------------- |
| Grandslamtoernooi       |
| Olympische Spelen       |
| Year-End Championships  |
| Premier Mandatory       |
| Premier Five / WTA 1000 |
| Premier / WTA 500       |
| International / WTA 250 |
| Challenger / WTA 125    |

### WTA-finaleplaatsen enkelspel
| nr.              | finale     | toernooi    | ondergrond | tegenstandster          | score          |         |
| ---------------- | ---------- | ----------- | ---------- | ----------------------- | -------------- | ------- |
| gewonnen finales |            |             |            |                         |                |         |
| 1.               | 2001-04-15 | WTA Estoril | gravel     | Jelena Bovina           | 3-6, 6-3, 6-2  | details |
| 2.               | 2001-05-06 | WTA Bol     | gravel     | Mariana Díaz Oliva      | 3-6, 6-2, 6-4  | details |
| 3.               | 2002-04-07 | WTA Porto   | gravel     | Magüi Serna             | 6-1, 2-6, 7-5  | details |
| verloren finales |            |             |            |                         |                |         |
| 1.               | 1999-07-18 | WTA Palermo | gravel     | Anastasija Myskina      | 6-3, 63-7, 2-6 | details |
| 2.               | 2001-05-26 | WTA Madrid  | gravel     | Arantxa Sánchez Vicario | 5-7, 0-6       | details |

## Resultaten grandslamtoernooien
| Legenda | Legenda                          |
| ------- | -------------------------------- |
| g.t.    | geen toernooi gehouden           |
| l.c.    | lagere categorie                 |
| –       | niet deelgenomen                 |
| G       | uitgeschakeld in de groepsfase   |
| 1R      | uitgeschakeld in de eerste ronde |
| 2R      | uitgeschakeld in de tweede ronde |
| 3R      | uitgeschakeld in de derde ronde  |
| 4R      | uitgeschakeld in de vierde ronde |
| KF      | uitgeschakeld in de kwartfinale  |
| HF      | uitgeschakeld in de halve finale |
| F       | de finale verloren               |
| W       | het toernooi gewonnen            |
| w-v     | winst/verlies-balans             |

### Enkelspel
| Toernooi        | 1994 | 1995 | 1996 | 1997 |    | 1999 | 2000 | 2001 | 2002 |
| --------------- | ---- | ---- | ---- | ---- | -- | ---- | ---- | ---- | ---- |
| Australian Open | –    | 1R   | –    | 1R   | –  | 2R   | 1R   | 1R   |      |
| Roland Garros   | 2R   | –    | 2R   | 2R   | –  | 2R   | 2R   | 1R   |      |
| Wimbledon       | –    | –    | 1R   | –    | –  | 1R   | 3R   | 1R   |      |
| US Open         | 1R   | –    | 1R   | –    | 3R | 1R   | 3R   | 1R   |      |

### Vrouwendubbelspel
| Toernooi        | 1997 |
| --------------- | ---- |
| Australian Open | 2R   |
| Roland Garros   | –    |
| Wimbledon       | –    |
| US Open         | –    |